# Conrad Bühlmayer
Conrad Bühlmayer, auch Conrad Bühlmayer der Jüngere genannt, (* 18. August 1835 in Wien; † 30. November 1883 ebenda) war ein österreichischer Landschafts- und Tiermaler sowie Radierer.

## Leben
Bühlmayer war ein Sohn des Kunstsammlers Conrad Bühlmayer des Älteren und studierte von 1850 bis 1851 bei Joseph Höger an der Akademie der bildenden Künste Wien und fertigte unter der Leitung von Anton Hansch einige Studien. Er setzte sein Studium 1855 in Düsseldorf als Privatschüler von Hans Fredrik Gude und kehrte 1856 wieder nach Wien zurück, wo er eine Reihe von Landschaftsbildern ausführte, die er teilweise im alten Kunstverein ausstellte. Seite 1867 wandte er sich verstärkt der Tiermalerei zu und ließ sich in Zürich bei Rudolf Koller ausbilden.
1857/1858 war Bühlmayer Mitglied des Düsseldorfer Künstlervereins Malkasten. 1861 wurde er Mitglied des Wiener Künstlerhauses. Bühlmayer stellte seine Bilder in Wien, deutschen Städten und auf der Weltausstellung Paris 1878 aus.
Seine Werke befinden sich in den Sammlungen der Gemäldegalerie der Wiener Akademie, der Österreichischen Galerie Belvedere und der Albertina. 1884 wurde seine Sammlung bei H. O. Miethke in Wien versteigert.

## Werke (Auswahl)

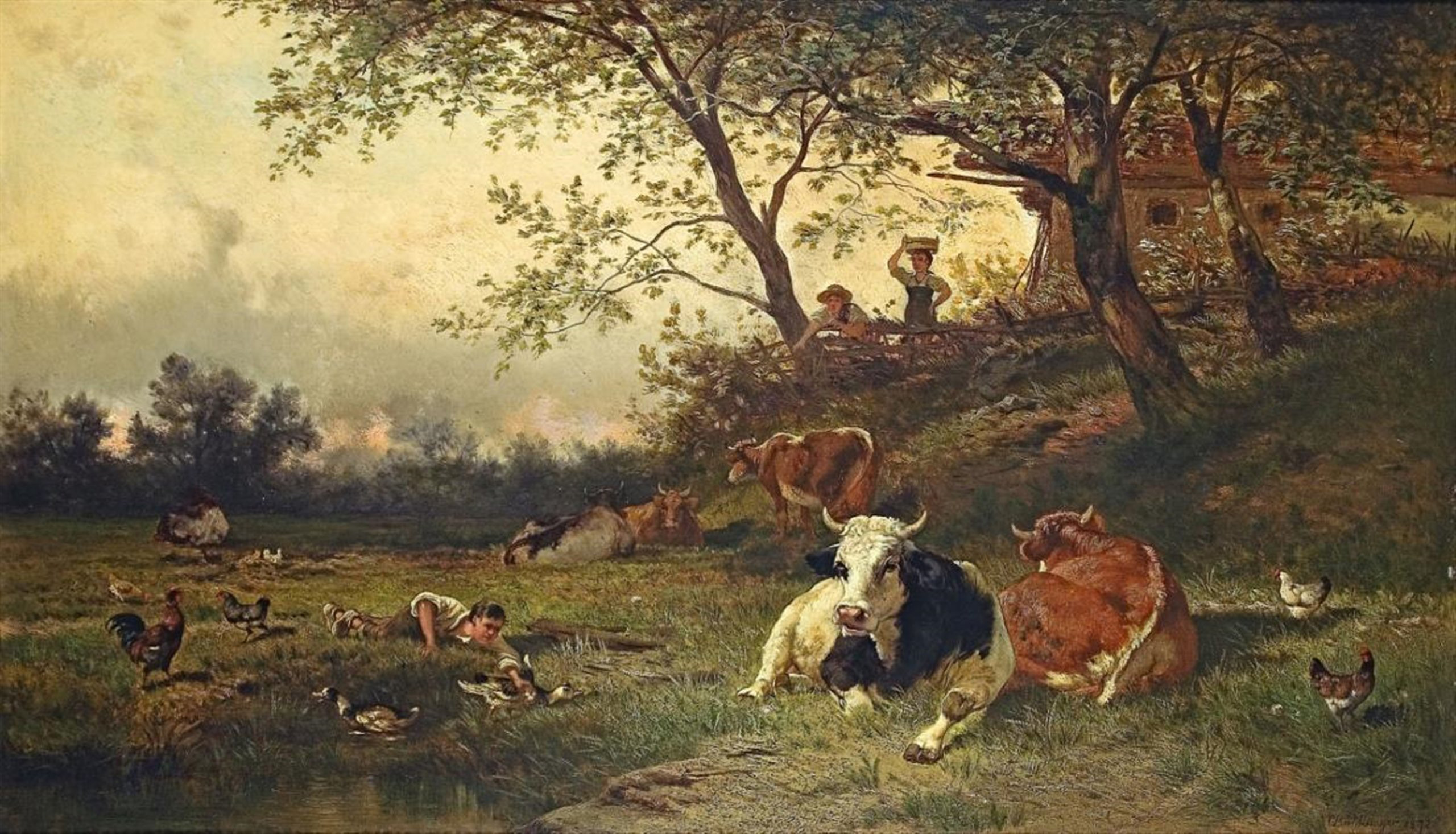
Der Entenfänger

- Rinderherde am Seeufe (Ölgemälde)
- Viehabtrieb von der Alm
- 1870: Abtrieb auf die Rieder-Alpe
- 1882: Tiere am Seeufer

Radierungen
- Partie aus der Ramsau